# Sciades couma
Sciades couma е вид лъчеперка от семейство Ariidae. Видът не е застрашен от изчезване.

## Разпространение и местообитание
Разпространен е в Бразилия, Венецуела, Гвиана, Суринам, Тринидад и Тобаго и Френска Гвиана.
Обитава сладководни и полусолени басейни, морета, заливи и реки. Среща се на дълбочина около 1 m.

## Описание
На дължина достигат до 97 cm, а теглото им е не повече от 30 kg.
Продължителността им на живот е около 5 години.